# Sepietta obscura
Sepietta obscura (лат.) — вид головоногих моллюсков из семейства сепиолиды (Sepiolidae). Длина мантии самцов до 1,9, самок до 3 см. Обитают в водах Атлантического океана, а также в Средиземноморье, у берегов Португалии. Бентосные животные, держатся на глубине 27—376 м, но могут совершать массовые вертикальные миграции. Встречается на песчаном и илистом грунте вдоль побережья, часто в районах произрастания морской травы Posidonia oceanica. В Средиземноморье нерест происходит весной и осенью. Согласно наблюдениям в аквариумах, самки нерестятся с перерывами в течение двух недель, а затем погибают. Sepietta obscura безвредны для человека, их охранный статус не оценивался, часто попадают в сети в качестве прилова.